# Microstomus
Genre
Microstomus est un genre de poissons de la famille des Pleuronectidae présent en Atlantique Nord-Est et en Pacifique Nord,.
Comme tous les poissons de la famille des Pleuronectidae, les poissons du genre Microstomus possèdent un corps aplati asymétrique et leurs yeux sont sur un même côté de leur corps.

## Liste des espèces
Selon FishBase (13 fev. 2016) et World Register of Marine Species (13 fev. 2016) :
- Microstomus achne (Jordan et Starks, 1904)
- Microstomus kitt (Walbaum, 1792) - limande-sole
- Microstomus pacificus (Lockington, 1879) - limande-sole du Pacifique
- Microstomus shuntovi Borets, 1983